# Бу (Лоаре)
Бу (фр. Bou) насеље је и општина у централној Француској у региону Центар (регион), у департману Лоаре која припада префектури Орлеан.
По подацима из 2011. године у општини је живело 908 становника, а густина насељености је износила 144,36 становника/km². Општина се простире на површини од 6,29 km². Налази се на средњој надморској висини од 100 метара (максималној 102 m, а минималној 97 m).

## Демографија
| 1962. | 1968. | 1975. | 1982. | 1990. | 1999. | 2011. |
| ----- | ----- | ----- | ----- | ----- | ----- | ----- |
| 415   | 499   | 567   | 580   | 705   | 846   | 908   |

График промене броја становника у току последњих година